# Bolsa de enlaces
La bolsa de enlaces es un sistema de compra/venta de enlaces en páginas web con el principal objetivo de mejorar el posicionamiento en buscadores de una página web. Funciona de forma similar a una bolsa de valores, es decir, en la misma se encuentran compradores y vendedores estableciéndose un precio de compraventa.  

## Finalidad
Uno de los factores que influye en el posicionamiento en buscadores es la cantidad y calidad de enlaces entrantes (backlinks) que un sitio web recibe. La bolsa de enlaces puede resultar una herramienta útil para lograr este objetivo. Además, por otra parte, la venta de enlaces puede ser una forma eficiente de monetización para una página web. 

## Participantes
Hay 2 tipos de participantes:
- Los webmasters. Son los desarrolladores de páginas web quienes pretenden monetizar su sitio web mediante la venta de enlaces.
- Los optimizadores o SEOs. Ellos compran enlaces en otras páginas (backlinks) apuntando a su web para mejorar su posicionamiento en buscadores.

## Precios
El precio que se puede llegar a pagar por un enlace depende de varios factores que, de alguna forma, miden la calidad de una página web. Entre ellos encontramos:
- PageRank de Google
- Visibilidad o posicionamiento de la página en cuestión en Google y otros buscadores
- Antigüedad de la página o dominio
- Tráfico de la web
- Temática de la web
- Presencia de la web en algunos directorios como Open Directory Project (DMOZ) o YACA
- Nivel del dominio (.com, .com.es, etc.)
- Zona geográfica del dominio
- Datos: Q16538409